# Motzkinovo číslo
Motzkinovo číslo se dá v matematice definovat např. jako počet všech možných různých způsobů nakreslení neprotínajících se tětiv mezi n body na kružnici. (Jedním z těchto způsobů je vždy i nenakreslení žádné.) Je pojmenováno po americkém matematikovi Theodoru Motzkinovi (1908–1970). Motzkinovo číslo má mnoho různých aplikací v geometrii, kombinatorice a teorii čísel. První Motzkinova čísla (pro n = 1, 2, 3, ...) jsou:
1, 2, 4, 9, 21, 51, 127, 323, 835, 2188, 5798, 15511, 41835, 113634, 310572, 853467, 2356779, 6536382, 18199284 (posloupnost A001006 v OEIS)
Následující obrázky zobrazují všech 9 možností nakreslení neprotínajících se tětiv mezi 4 body na kružnici (9 je tedy Motzkinovo číslo odpovídající n = 4):
Následující obrázky zobrazují všech 21 možností nakreslení neprotínajících se tětiv mezi 5 body na kružnici:
Někdy mluvíme taktéž o Motzkinově prvočísle, což je Motzkinovo číslo, které je zároveň prvočíslem. K říjnu 2007 byla taková čísla známa čtyři: 2, 127, 15511, 953467954114363 (posloupnost A092832 v OEIS)
Motzkinovo číslo pro n je taktéž počet kladných celočíselných posloupností s n−1 členy, v kterých první a poslední člen je 1 nebo 2 a diference mezi dvěma jakýmikoliv po sobě jdoucími členy je −1, 0 nebo 1.
Stejně tak Motzkinovo číslo pro n udává počet všech možných cest z bodu [0, 0] do bodu [n, 0] s tím, že je možno se pohybovat jen doprava (vodorovně, šikmo nahoru či šikmo dolů) a cesta musí být dlouhá n kroků, kde jeden krok je brán jako přesunutí se do bodu s nezápornými souřadnicemi, který sousedí s bodem, v kterém se nacházíme.
Následující obrázky ukazují všech 9 takových možných cest z bodu [0, 0] do bodu [4, 0] (n je tedy rovno čtyřem):